# بروكيت
البروكيت هو واحد من ثلاثة أشكال معدنية يوجد عليها ثنائي أكسيد التيتانيوم بالإضافة إلى الشكلين الآخرين وهما أناتاز وروتيل.
يتبلور البروكيت وفق النظام البلوري المعيني القائم، وهو نادر الوجود بالمقارنة مع الروتيل والأناتاز، لكنه مثلهما لديه خاصية التحفيز الضوئي.

## اقرأ أيضاً
- ثنائي أكسيد التيتانيوم